# 나니와급 방호순양함
나니와급 방호순양함(浪速型防護巡洋艦)은 일본 제국 해군의 방호순양함이다. 나니와급 방호순양함은 두 척이 제작되었다.

## 개요
이 형식은 1883년도 함정 확장 계획에 따라 영국에 발주되었다. 윌리엄 화이트가 설계를 하고, 암스트롱 휘트워스 사의 로우 워커 조선소에서 건조되었다. 이른바 ‘엘스윅’ 크루저이며, 세계 최초의 방호순양함 ‘에스메랄다’(이후 ‘이즈미’)의 우수성에 주목하여 일본 해군이 발주한 최초의 방호순양함이다. 설계는 ‘에스메랄다’의 개량형이며, 예를 들어 방호갑판은 ‘에스메랄다’가 수평부 1인치를 갖춘데 반해 나니와급은 2인치로 강화되었다. 주포도 준전함급의 구경 크루프 사의 35구경 26cm포 단장포 2기 갖추고 있었으며, 강력한 화력을 가지고 있었다.

## 함 형태
이 형식의 선체 형상은 뱃전이 높은 평갑판형 선체에 충각이 함수에서 함수 갑판 위에 35구경 260mm 크루프 포를 갖추고, 단장포에 장전 기구를 방호판으로 가려 노포탑을 하나 넣는다. 그 배후 정상부에 감시대를 마련한 밀리터리 마스트가 서 있고, 사령탑을 넣은 박스형 함교 뒤쪽에 1개의 굴뚝이 서 있다. 밀리터리 마스트와 마스트의 상부 또는 중간에 가볍게 방어 망대를 배치하고 거기에 37mm ~ 47mm급 기관포(속사포)를 배치한 그들이다. 이것은 당시 어뢰정의 기습 공격을 요격하기 위해 멀리 염탐하는 고소에 대 수뢰격퇴용의 속사포 또는 기관포를 둔 것이 시작이다. 모습의 차이는 있지만 그 시대 열강 각국의 대형 군함에 많이 이용되는 유행으로 나니와급도 전후의 파수대에 43구경 호치키스 470mm 기계포가 단장포 차체에 3개씩 총 6개를 배치했다. 굴뚝 주위는 담뱃대형 통풍구가 늘어선 함재 보트 보관소가 있었으며, 2개 1세트 보트 다비드 운영되었다. 현측 갑판에 일정한 간격으로 부포의 '15cm (35구경) 포'가 방순 붙은 단장 포가로 한쪽 시계와 시계 3개씩 총 6기가 배치되어 있었다. 함재 보트 차고 뒤쪽에는 바닥에 크레인이 붙는 후방 밀리터리 마스트가 서고 그 뒤에 선미 갑판에 2번 주포탑이 배치되었다.
나니와급 구식 크루프의 주포와 부포는 청일 전쟁과 러일 전쟁이 발발하기 전에 암스트롱식 15.2cm 단장 속사포로 바뀌었다. 우선 1895년 ~ 1898년 사이에 부포의 극식 15cm (149.1mm) 포가 안 식 40 구경 15.2cm (152mm) 속사포로 교체되었다. 그 후 1900년부터 1902년 사이에 주포의 크루프는 26cm 포도 암스트롱식 (40구경 또는 45구경 2가지 설이 있음) 15.2cm 속사포로 교체되었다. 나니와는 구레 해군공창에서, 타카치호는 요코스카 해군공창에서 개조되었다.
선체는 주로 갑판은 수평부는 50.8mm 장갑, 현측에 접하는 경사부는 76.2mm 장갑이 부착되어 현측 장갑 대신에 석탄 창고를 마련 할에서 적탄이나 침수를 석탄으로 막는 방어 양식이 있었다. 선체 중앙부에는 석탄 전소 원통 1실 당 3기가 병렬로 정렬 전후 2개에서 6개를 배치 한 뒤 2단 팽창 식 2기통 왕복 기관을 2기 2축 추진으로 최대 출력 7,604 마력에 18노트 속력을 발휘했다.

## 참전
1번함 ‘나니와’는 1886년 2월에 영국에서 준공하여, 최초로 일본 승무원에 의해 일본으로 회항했다. 2번함 ‘타카치호’도 같은 해 4월 거의 같은 시기에 준공했다. 1893년, 하와이 혁명 때는 두 함 모두 일본계 보호를 위해 호놀룰루에 파견되었으며, 청일 전쟁 때는 황해 해전을 시작으로 따롄, 뤼순, 웨이하이웨이 등의 공략 작전에 참가했다. 1898년의 분류 제정에 이등순양함에 분류되었고, 1904년 러일 전쟁에도 참여하여 두 함 모두 쓰시마 해전 등 여러 해전에 참가했다. ‘나니와’는 1912년에 좌초로 손실되었다. ‘다카치호’는 1912년에 해방함 국적에 편입되어 제1차 세계 대전에서 청도 공략전(1914년)에도 동원되었지만, 독일 어뢰정 S90가 뇌격당하면서 기뢰가 유폭을 일으키면서 침몰했다.

## 동급 함
- 나니와 (방호순양함)
- 다카치호 (방호순양함)

## 같이 보기
- 우네비 (방호순양함)

## 참고 문헌
- 해군역사보존회 《일본 해군의 역사 제7권》 (第一法規出版 1995년)
- 잡지 《마루》 편집부 《사진 일본 군함 제5권 중순양함 I》 (光人社, 1989년) ISBN 4-7698-0455-5
- 후쿠이 시즈오 《후쿠이 시즈오 전집 제4권 일본 순양함 이야기》 (光人社 1992년) ISBN 4-7698-0610-8
- 《세계의 함선》 증보판 제32집 “일본 순양함 역사” (海人社)